# Thomas Plößel
Thomas Plößel (Oldenburg, 29 aprile 1988) è un velista tedesco.

## Palmarès

### Olimpiadi
- 1 medaglia:
  - 1 bronzo (Rio de Janeiro 2016 nella classe 49er)